# La duchessa e il gioielliere
La duchessa e il gioielliere (The Duchess and the Jeweller) è un racconto breve di Virginia Woolf pubblicato nel 1938.
La scrittrice, essendo uno dei principali fautori della tecnica del flusso di coscienza, mostra i pensieri e le azioni di un gioielliere avido; e ne fa una tematica che punta sulla corruzione delle persone volta esclusivamente ad azioni per motivi puramente egoistici (e spesso senza rammarico). È stato pubblicato per la prima volta in inglese da Harper's Bazaar Magazine nel mese di aprile 1938, per confluire successivamente nell'ampia raccolta postuma nel 1944 intitolata Una casa infestata.

## Trama
Oliver Bacon è il protagonista di questa storia. Povero ragazzo che vagabonda per le strade di Londra, diventa successivamente il più ricco gioielliere d'Inghilterra. Viene descritto come arrogante, avido e ambizioso. Ha venduto cani rubati a donne ricche e commercializzato orologi a un prezzo più elevato dell'equo. Sul muro di una stanza privata si trova una vecchia foto di sua madre. Egli parla spesso a lei e ricorda frequentemente il passato.

Un giorno, Oliver entra nella sua stanza riservata del negozio, e attende l'arrivo della duchessa. Quando arriva, nell'attesa, apre le finestre per arieggiare l'ambiente. Successivamente spalanca sei casseforti d'acciaio, ognuna contenente enormi ricchezze e gioielli. La duchessa e il gioielliere sono descritti come 
In questo giorno particolare, la duchessa viene da Oliver a vendere dieci perle, poiché ha perso una notevole somma di denaro al gioco. Mr. Bacon è scettico circa l'autenticità delle perle ma la duchessa riesce a convincerlo a comperarle per ventimila sterline.
Quando la duchessa lo invita a un evento in cui saranno presenti alcuni appartenenti alla famiglia reale e sua figlia Diana, Oliver si convince a consegnarle un assegno.

Dopo un controllo, le perle si rivelano tuttavia false e Oliver guarda il ritratto della madre, interrogandola sulle proprie recenti azioni, capendo che quello che in realtà egli ha acquistato non sono le perle, bensì Diana.